# Federico Baldeschi Colonna
Federico Baldeschi Colonna (ur. 2 albo 4 września 1625 w Perugii, zm. 4 października 1691 w Rzymie) – włoski kardynał.

## Życiorys
Urodził się 2 albo 4 września 1625 roku w Perugii jako syn Jacopa Baldeschiego i Artemisii della Concii. W młodości został mianowany gubernatorem Faenzy i Sabiny oraz referendarzem Najwyższego Trybunału Sygnatury Apostolskiej. 6 lipca 1662 roku został mianowany tytularnym arcybiskupem Cezarei, a sześć dni później przyjął sakrę. W latach 1665–1668 pełnił rolę nuncjusza apostolskiego w Konfederacji Szwajcarskiej. 12 czerwca 1673 roku został kreowany kardynałem in pectore. Jego nominacja została ogłoszona na konsystorzu 17 grudnia 1674 roku, a następnie nadano mu kościół tytularny S. Marcello. W maju 1675 roku został prefektem Kongregacji Soborowej i pełnił tę funkcję do śmierci. W latach 1683–1684 był kamerlingiem Kolegium Kardynalskiego. Zmarł 4 października 1691 roku w Rzymie.